# وزارت آموزش ایالت پوهنپئی
وزارت آموزش ایالت پوناپی مدرسه‌های ایالت پوناپی در کشور ایالات فدرال میکرونزی را مدیریت می‌کند.

## مدرسه‌ها

### دبیرستان‌ها
- دبیرستان بیلی اولتر با نام‌های پیشین «مدرسه مرکزی جزیره پوناپی» و «مدرسه مرکزی جزایر اقیانوس» در کولونیا[۱]
- دبیرستان مادولینیم در مادولینیم[۲]
- دبیرستان یادبود نانپی در کیتی[۲]

### مدرسه‌های ابتدایی[۲]
- مدرسه ابتدایی آواک - یو
- مدرسه اِنیپِین - کیتی
- مدرسه ابتدایی ای‌دی‌اِس‌اِم - مادولینیم
- مدرسه ابتدایی کاپینگامارانگی - کاپینامارنگی
- مدرسه ابتدایی کولونیا - کولونیا
- مدرسه ابتدایی لِوِتیک - سوکس
- مدرسه ابتدایی لوکُپ - مادولینیم
- مدرسه ابتدایی ماند - مادولینیم
- مدرسه ابتدایی موکیل - آب‌سنگ حلقوی موکیل
- مدرسه ابتدایی یادبود نانپی - کیتی
- مدرسه ابتدایی نت - نت
- مدرسه ابتدایی نوکوئورو - نوکوئورو
- مدرسه ابتدایی اُمینه - کولونیا
- مدرسه ابتدایی پاکِین - سوکس
- مدرسه ابتدایی پالیکیر - سوکس
- مدرسه ابتدایی پارِم - نت
- مدرسه ابتدایی پِلِنگ - کیتی
- مدرسه ابتدایی پینگِلاپ - پینگلاپ
- مدرسه ابتدایی پُنلانگاس - مادولینیم
- مدرسه ابتدایی رُهی - کیتی
- مدرسه ابتدایی آراِس‌پی - سوکس
- مدرسه ابتدایی سالاداک - یو
- مدرسه ابتدایی سالاپووک - کیتی
- مدرسه ابتدایی ساپوالاپ - مادولینیم
- مدرسه ابتدایی ساپووآفیک - ساپووآفیک
- مدرسه ابتدایی سِینوار - کیتی
- مدرسه ابتدایی سِکِرِ - سوکس
- مدرسه ابتدایی سوکس پُوِ - سوکس
- مدرسه ابتدایی تِموِن - مادولینیم
- مدرسه ابتدایی واپار - مادولینیم
- مدرسه ابتدایی وُنِ - کیتی